# إيريك دانيالز
إيريك دانيالز (بالإنجليزية: Erik Daniels)‏ مواليد 1 أبريل 1982 في سينسيناتي، هو لاعب كرة سلة أمريكي بدأ مسيرته الاحترافية في سنة 2004. يلعب مع فريق كويمسا في دوري كرة السلة الوطني الأرجنتيني ويحمل الرقم 32. يبلغ طوله 6 قدم 8 بوصة (2.0 م).

## المسيرة الاحترافية
لعب مع سكرامنتو كينغز في موسم 2004–2005، ثم لعب مع بييلا لكرة السلة في موسم 2006–2007، ثم لعب مع فيرتوس روما في الدوري الإيطالي في سنة 2007، ثم لعب مع نادي سانت جوسيب لكرة السلة في الدوري الإسباني في سنة 2008.

## روابط خارجية
- إيريك دانيالز على موقع إن بي أي (الإنجليزية)
- إيريك دانيالز على موقع سبورتس رفرنس (الإنجليزية)
- إيريك دانيالز على موقع الدوري الإسباني لكرة السلة (الإسبانية)
- إيريك دانيالز على موقع كرة السلة الأوروبية.كوم (الإنجليزية)
- إيريك دانيالز على موقع كلية كرة السلة في سبورتس رفرنس.كوم (الإنجليزية)
- إيريك دانيالز على موقع ريلجم (الإنجليزية)
- إيريك دانيالز على موقع بروبوليرز (الإنجليزية)
- إيريك دانيالز على موقع سبورتس رفرنس (الإنجليزية)
- إيريك دانيالز على موقع سبورتس رفرنس (الإنجليزية)